# Horia Stancu
Horia Stancu (n. 8 august 1926, Salcia, județul Teleorman - d. 14 octombrie 1983, București) a fost un medic și prozator român, autor de romane istorice. El era fiul scriitorului Zaharia Stancu.

## Biografie
S-a născut la 8 august 1926 ca fiu al scriitorului Zaharia Stancu și al învățătoarei Nicolina Stancu (născută Păun) în satul teleormănean Salcia, unde se născuse și tatăl său în 1902. A urmat studii la Liceul „Titu Maiorescu” din București (1937-1945), unde și-a susținut bacalaureatul, și la Facultatea de Medicină din București (1945-1951). A lucrat ca medic endocrinolog și cercetător științific la Spitalul „C.I. Parhon” din București.
Horia Stancu a debutat ca scriitor în 1947 cu un fragment de roman („Spartacus, revolta sclavilor”), apărut în Revista familiei, apoi a publicat în 1949 în paginile revistei Flacăra poemul proletcultist „Planul ne stă înainte”. După ce a publicat în 1957 un volum despre scriitorul Cezar Petrescu, el s-a dedicat romanului de inspirație istorică.  
Romanul Asklepios (1965) prezintă într-o formă autobiografică viața celebrului medic antic grec Asclepios (venerat și de către romani sub numele de Esculap ca zeu al medicinii), fiul zeului Apollo. Acesta acoperă evenimentele ce au avut loc în timpul Războiului Troian. În următorul roman, intitulat Fanar (1968), Stancu descrie istoria tulburărilor politice ce au avut loc în Principatele Române în contextul relațiilor dintre greci (simbolizați de Fanar, cartierul grecesc din Istanbul, de unde otomanii conduceau în anul 1798 regiuni întinse ale Europei, inclusiv Moldova și Valahia) și români la hotarul secolelor al XVIII-lea și al XIX-lea. Autorul prezintă o amplă imagine istorică a perioadei de declin a Imperiului Otoman după campania militară a lui Napoleon în Egipt și Siria. În 1969 a fost publicat romanul Întoarcerea în deșert, care se referă la epoca lui Alexandru Macedon. Acțiunea ultimului său roman, Elenco (1979), are loc în perioada Revoluției de la 1848 din Țara Românească.
Romanele sale de inspirație istorică, traduse și în limbi străine, urmează linia tradițională a romanelor românești, evocând pitoreasca atmosferă balcanică antică și modernă și reconstituind într-un mod impresionant tipologii și destine umane.

## Scrieri
- Cezar Petrescu, București, 1957;
- Călătorind prin țările Nordului. Finlanda, Suedia, Danemarca și Islanda, Colecția În jurul lumii, Editura Tineretului, București, 1960;
- Când scapătă luna, poem dramatic, București, 1960;
- Asklepios, roman, București, 1965 (ed. revăzută, 1972);
- Fanar, roman, București, 1968;
- Întoarcerea în deșert, roman, București, 1969;
- Elenco, roman, București, 1979.

## Imagini

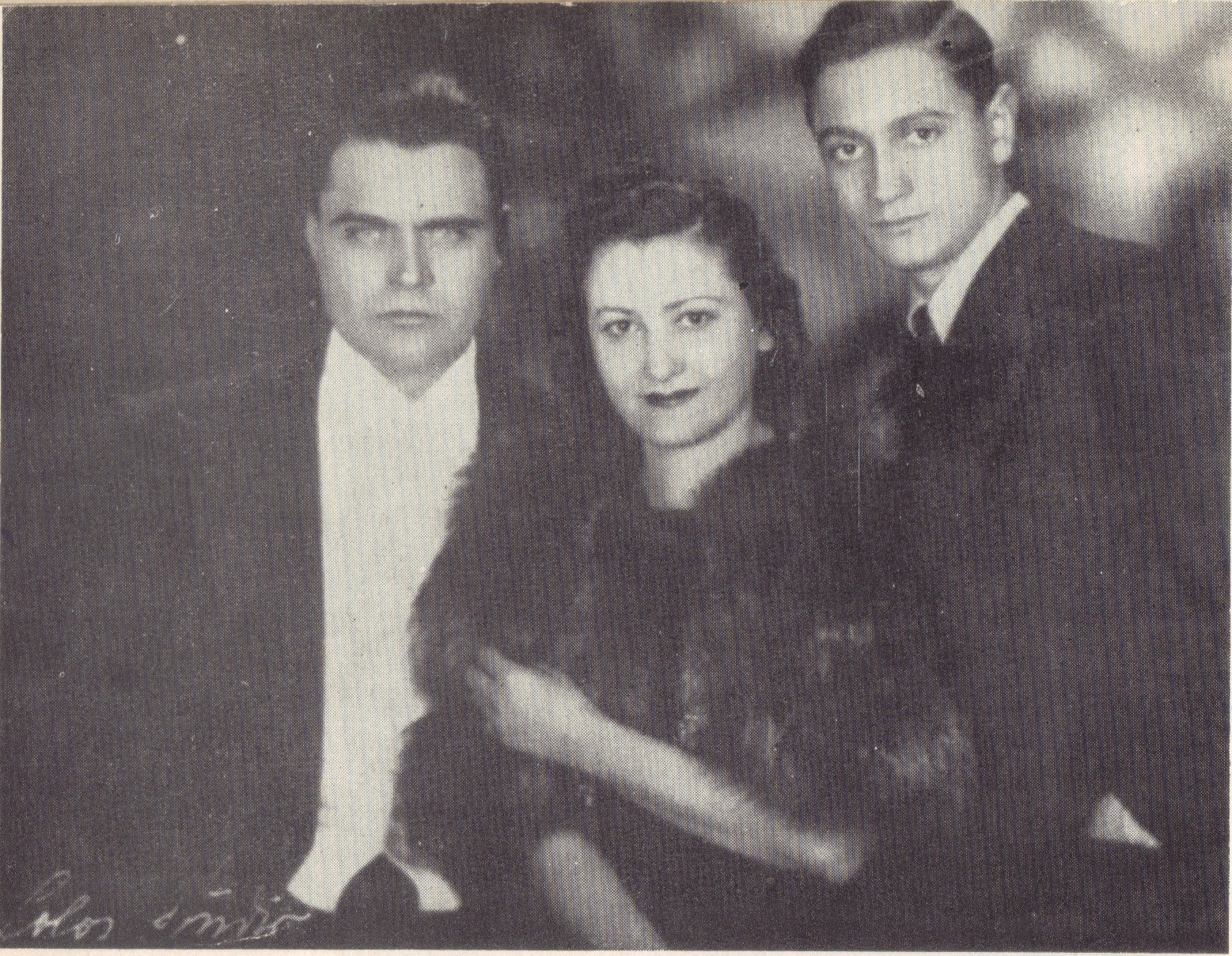
Zaharia Stancu cu soția și fiul, Horia Stancu
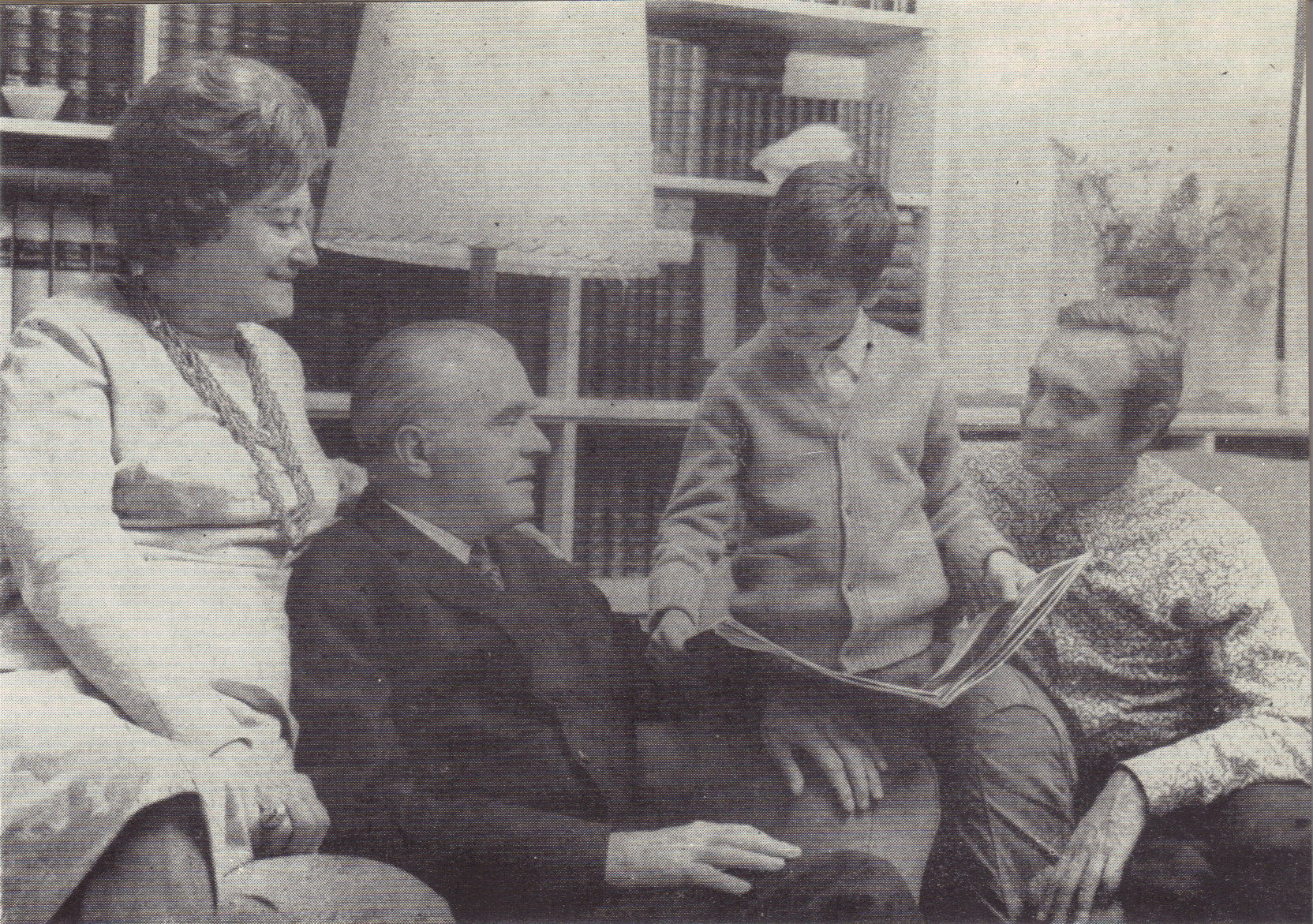
Zaharia Stancu cu soția, fiul (Horia Stancu) și nepotul Alexandru-Darie